# No Presents for Christmas
No Presents for Christmas је сингл песма хеви метал бенда Кинг Дајмонд издата 25. децембра 1985. године. То је уједно и прва Кинг Дајмондова песма након распада бенда Мерсифул Фејт, као и једна од најпознатијих песама бенда која се често изводи као последња нумера на концертима.

## Постава бенда
- Кинг Дајмонд — вокал
- Енди Ла Рок — гитара
- Мајкл Денер — гитара
- Тими Хансен — бас гитара
- Мики Ди — бубњеви